# Festival da Canção 1966
Das 3. Festival da Canção (portugiesisch III Grande Prémio TV da Cançao 1966) fand am 15. Januar 1966 in den Tóbis-Studios in Lissabon statt. Es diente als portugiesischer Vorentscheid für den Eurovision Song Contest 1966.
Moderator der Sendung war Henrique Mendes.
Als Siegerin ging Madalena Iglésias mit dem Titel Ele e ela hervor. Beim Eurovision Song Contest in Luxemburg erhielt sie sechs Punkte und belegte am Ende den 13. Platz.

## Teilnahme
| Startnr. | Interpret         | Lied                 | Musik und Text                                                       | Rang | Punkte |
| -------- | ----------------- | -------------------- | -------------------------------------------------------------------- | ---- | ------ |
| 1        | João Maria Tudela | Outono               | M/T: António Ruiz de Almeida Garrett, T: José Monteiro Correia Alves | 4.   | 35     |
| 2        | Madalena Iglésias | Ele e ela            | M/T: Carlos Canelhas                                                 | 1.   | 81     |
| 3        | Sérgio Borges     | Eu nunca direi adeus | M: Joaquim Luís Gomes, T: António de Sousa Freitas                   | 2.   | 52     |
| 4        | João Maria Tudela | Ai, gracinha         | M/T: Luís Miguel de Oliveira                                         | 7.   | 10     |
| 5        | Madalena Iglésias | Rebeldia             | M: Fernando de Carvalho, T: Jerónimo Bragança                        | 3.   | 42     |
| 6        | António Calvário  | Encontro para amanhã | M: Nóbrega e Sousa, T: Jerónimo Bragança                             | 5.   | 26     |
| 7        | Madalena Iglésias | Caminhos perdidos    | M: Jaime Filipe e Tavares Belo, T: António de Sousa Freitas          | 6.   | 19     |
| 8        | Tony de Matos     | Nada e ninguém       | M: Manuel Viegas, T: António José                                    | 8.   | 5      |